# Nykøbing F. Travbane
Nykøbing F. Travbane eller Car-Center Racetrack, tidligere Lolland Falsters Væddeløbsbane a.m.b.a., är en travbana söder omNykøbing Falster på ön Falster i Danmark. Banan invigdes 1966. 

## Om banan
Nykøbing F. Travbane grundades hösten 1966, då lokala affärsmän, i samarbete med kommunen, etablerade en travbana under namnet Lolland Falsters Væddeløbsbane a.m.b.a.. Inledelsevis hade organisationen svåra ekonomiska problem, men när organisationen blev ett aktiebolag under namnet Nykøbing F. Travbane A / S skapades finansiell stabilitet.
Den första stora segern för banan kom 1972, då Harald Lund vann ett derbylopp med hingsten Osman Bogø. Lund var en tränare på travbanan och fick smeknamnet Kong Harald, och 1979 lyckades Osman Bogø återigen vinna ett derby. Lund vann totalt 20 lopp på banan och utsågs fem gånger till årets nationella mästare. Han dog i stallet 1997, efter att han precis segrat i ett lopp. Hans dödsdag markerades med ett minneslopp, som sedan har blivit en tradition som hålls under namnet Harald Lunds Mindeløb varje år i juli och är banans största tävlingsdag på året.
Våren 2014 tillkännagavs att Folketinget skulle skära ned på bidraget för hästsport, och tillsammans med Billund Trav i Billund stängdes Nykøbing F. Travbane. En demonstration organiserades där cirka 500 demonstranter samlades framför Christiansborg samma dag som Folketinget behandlade lagförslaget som minskar stödet för hästsport.Borgmästarna i Guldborgsund och Billunds kommun, John Brædder och Ib Kristensen, försökte övertala Hestesportens Finansieringsforbund om att ompröva beslutet, eftersom de tyckte att travbanorna var viktiga för det lokala samhället genom att locka resursstarka familjer och gynna ekonomin i form av turism. Båda banorna fick till på sig att hitta alternativ finansiering.